# لاله واژگون کرن
 لاله واژگون کرن(نام علمی: Fritillaria brandegeei) نام یک گونه از سرده لاله واژگون است.